# Takis Würger
Takis Würger (* 10. června 1985 Hohenhameln) je německý novinář a spisovatel.

## Život

### Novinářská dráha
Otec Takise Würgera, Karl-Richard Würger, pracoval jako redaktor novin Neue Presse. Takis vyrůstal se svou matkou a dvěma sourozenci ve Wennigsenu. Po maturitě se podílel jako dobrovolník na projektu pro rozvojovou pomoc v Peru. Dobrovolničil v redakci mnichovského deníku Abendzeitung a navštěvoval školu žurnalistiky Henri-Nannen-Schule. Poté začal pracovat jako redaktor ve zpravodajském časopise Der Speigel, kde psal pro společenskou rubriku. V roce 2014 studoval rok společenské a politické vědy na Univerzitě v Cambridge na St. John’s College.
Würger přinášel pro Spiegel zpravodajství mimo jiné z Afghánistánu, Libye, Mexika a Ukrajiny. V roce 2012 strávil jakožto stipendista programu Arthur F. Burns Fellowship pro německé novináře tři měsíce v Texasu u novinové redakce The Austin Chronicle. Würger vede seminář o reportáži na Akademie der Bayerischen Presse (Akademie Bavorského tisku).
Würger vyhrál několik novinářských ocenění, jako například cenu Deutscher Reporterpreis (Německá reportérská cena), Cenu Hansely Miethové, CNN Journalist Award, Journalistenpreis der Christlichen Medienakademie (Novinářská cena Křesťanské mediální akademie) a European Journalism Prize Writing for CEE. V roce 2010 byl v Medium Magazin oceněn jako jeden z „30 top novinářů pod 30“.

### Spisovatel
V roce 2017 získal na literárním festivalu lit.Cologne cenu Silberschweinpreis za svůj debutový román Der Club. Román byl nominován také na literární cenu aspekte, kterou uděluje německá televizní stanice ZDF za nejlepší prozaický debut, a zařadil se mezi pět nejoblíbenějších románů nezávislých německých knihkupců za rok 2017. Audioknižní zpracování bylo v roce 2018 oceněno cenou Deutscher Hörbuchpreis v kategorii nejzábavnějších titulů.
U příležitosti vydání dvou českých překladů v Nakladatelství Host se měl autor na pozvání Goethe-Institutu zúčastnit v květnu 2020 německojazyčného literárního programu DAS BUCH v rámci veletrhu Svět knihy v Praze a knihy zde osobně představit českému publiku. Z důvodu pandemie koronaviru se veletrh nekonal. Jan Fingerland, který měl diskuzi na veletrhu původně moderovat, Takise Würgera nakonec alespoň vyzpovídal na dálku a rozhovor zaznamenal.
Takis Würger žije v Berlíně.

## Dílo
- Hrsg.: Knockout: Das Leben ist ein Kampf. Die 20 besten Geschichten vom Boxen. Fotografie: Devin Yalkin. Ankerherz Verlag, Hollenstedt 2015, ISBN 978-3-940138-94-1.
- Journalistenschule klarmachen: Insider verraten ihre Tipps für die Bewerbung. CreateSpace Independent Publishing Platform, 2015, ISBN 978-1519470751.
- Der Club. Román. Verlag Kein & Aber, Curych 2017, ISBN 978-3-0369-5753-1.
- Stella. Román. Hanser Verlag, Mnichov 2019, ISBN 978-3-44625993-5.[2][3]

### České překlady
- Stella. Host, Brno, 2019. Přeložila Iva Kratochvílová. ISBN 978-80-275-0012-3
- Klub. Host, Brno, 2019. Přeložila Iva Kratochvílová. ISBN 978-80-7577-786-7

## Recepce díla
První román Würgera se stal bestsellerem. Jeho druhý román Stella (2019), který věnoval svému pradědečkovi zavražděnému v plynové komoře v rámci Akce T4 (tajný program vyvražďování postižených lidí v nacistickém Německu), vzbudil vášnivou fejetonovou debatu a rozdělil literární kritiky. Negativní kritika, která se objevila v novinách Süddeutsche Zeitung, FAZ  a Die Zeit, reagovala po zveřejnění románu na hlavní postavu, Stellu Goldschlagovou, která jakožto židovka kolaborovala s gestapem. Zaznívala však i pozitivní kritika; NDR (Severoněmecký rozhlas) vyhlásil Stellu knihou měsíce. Kritik Philipp Peyman Engel pochválil v týdeníku Jüdische Allgemeine dílo za „tichost, věrohodnost a ano, také nelítostnost“.